# Fußball-Weltmeisterschaft 1934/Rumänien
Dieser Artikel behandelt die rumänische Nationalmannschaft bei der Fußball-Weltmeisterschaft 1934.

## Qualifikation
Rumänien setzte sich in der Qualifikation überraschend gegen den WM-Halbfinalisten von 1930, Jugoslawien, durch.
| 24.09.1933                 | Belgrad  | Jugoslawien | – | Schweiz     | 2:2 (0:0) |
| 29.10.1933                 | Bern     | Schweiz     | – | Rumänien    | 2:0 1     |
| 29.04.1934                 | Bukarest | Rumänien    | – | Jugoslawien | 2:1 (1:0) |
| 1 am Grünen Tisch gewertet |          |             |   |             |           |

| Pl. | Land        | Sp. | S | U | N | Tore    | Diff. | Punkte |
| --- | ----------- | --- | - | - | - | ------- | ----- | ------ |
| 1.  | Schweiz     | 2   | 1 | 1 | 0 | 004:200 | +2    | 03:10  |
| 2.  | Rumänien    | 2   | 1 | 0 | 1 | 002:300 | −1    | 02:20  |
| 3.  | Jugoslawien | 2   | 0 | 1 | 1 | 003:400 | −1    | 01:30  |

## Aufgebot
| Name               | Verein             | Geburtstag | Spiele   | Tore     | Platzverw. |
| Torhüter           | Torhüter           | Torhüter   | Torhüter | Torhüter | Torhüter   |
| ------------------ | ------------------ | ---------- | -------- | -------- | ---------- |
| Adalbert Püllöck   | Crișana Oradea     | 06.01.1907 | 0        | 0        | 0          |
| William Zombory    | Ripensia Timișoara | 11.06.1906 | 1        | 0        | 0          |
| Abwehr             |                    |            |          |          |            |
| Gheorghe Albu      | Venus Bukarest     | 12.09.1909 | 1        | 0        | 0          |
| Gusztáv Juhász     | CA Oradea          | 11.12.1919 | 0        | 0        | 0          |
| Rudolf Kotormány   | Ripensia Timișoara | 23.01.1911 | 1        | 0        | 0          |
| Emerich Vogl       | Juventus Bukarest  | 12.08.1905 | 1        | 0        | 0          |
| Mittelfeld         |                    |            |          |          |            |
| Iuliu Bodola       | CA Oradea          | 26.02.1912 | 1        | 0        | 0          |
| Alexandru Cuedan   | Rapid Bukarest     | 26.09.1910 | 0        | 0        | 0          |
| Vasile Deheleanu   | Ripensia Timișoara | 12.08.1910 | 1        | 0        | 0          |
| Nicolae Kovacs     | Ripensia Timișoara | 19.12.1911 | 1        | 0        | 0          |
| József Moravetz    | RGMT Timișoara     | 14.01.1911 | 1        | 0        | 0          |
| Lazăr Sfera        | Universitatea Cluj | 29.04.1909 | 0        | 0        | 0          |
| Károly Weichelt    | CA Oradea          | 02.03.1906 | 0        | 0        | 0          |
| Angriff            |                    |            |          |          |            |
| Iuliu Baratky      | Crișana Oradea     | 14.05.1910 | 0        | 0        | 0          |
| Zoltán Beke        | Ripensia Timișoara | 30.06.1911 | 0        | 0        | 0          |
| Silviu Bindea      | Ripensia Timișoara | 24.10.1912 | 1        | 0        | 0          |
| Gheorghe Ciolac    | Ripensia Timișoara | 10.08.1908 | 0        | 0        | 0          |
| Ștefan Dobay       | Ripensia Timișoara | 26.09.1909 | 1        | 1        | 0          |
| István Klimek      | ILSA Timișoara     | 15.04.1913 | 0        | 0        | 0          |
| Alexandru Schwartz | Ripensia Timișoara | 18.01.1909 | 0        | 0        | 0          |
| Grațian Sepi       | Universitatea Cluj | 30.12.1910 | 1        | 0        | 0          |
| Trainer            |                    |            |          |          |            |
| Josef Uridil       |                    | 24.12.1895 |          |          |            |

## Spielergebnisse
Trotz einer guten Leistung gegen die Tschechoslowakei und der Halbzeitführung reicht es für Rumänien am Ende nicht zur Sensation. Wie schon vier Jahre zuvor in Uruguay war nach der Vorrunde Schluss.
|                                          |   |          |           |
| So., 27. Mai 1934 um 16:30 Uhr in Triest |   |          |           |
| ČSR                                      | – | Rumänien | 2:1 (0:1) |